# Las troyanas (Séneca)

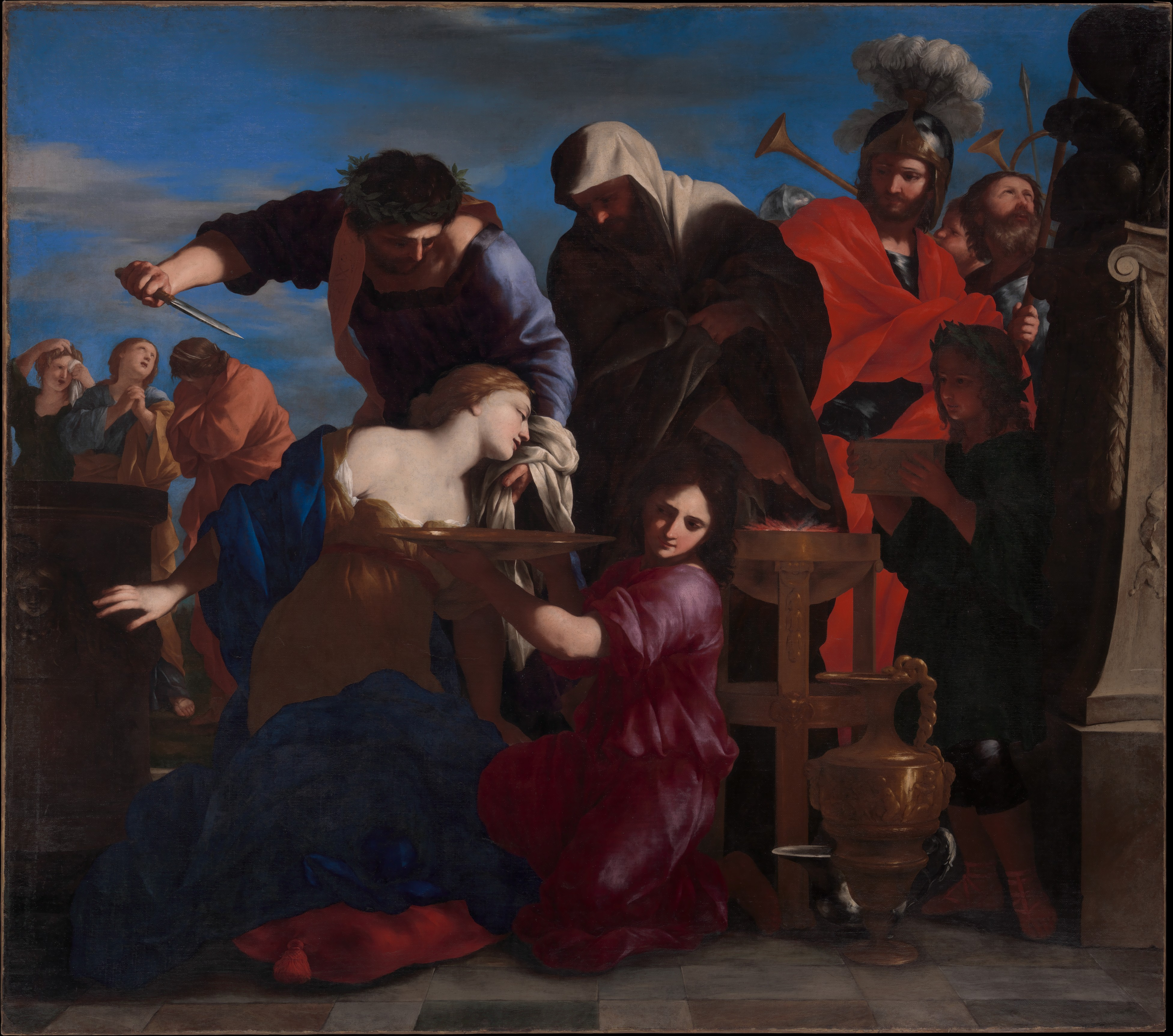
"El Sacrificio de Políxena", pintura de Giovanni Francesco Romanelli, circa 1610-1660 d.C.

Las Troyanas (Troades) es una tragedia de Séneca, escrita, según K. Münscher, entre los años 52 y 54. Está inspirada en la tragedia homónima que es obra de Eurípides.
Algunos autores consideran que las tragedias de Séneca, más allá de una mera exposición artística de la tragedia griega, representan un claro ejemplo de la visión del mundo y de la filosofía de ese dramaturgo: el estoicismo.

## Personajes
- HÉCUBA: Esposa de Príamo, y madre de Héctor y Políxena.
- TALTIBIO: heraldo de Agamenón.
- PIRRO: Hijo de Aquiles.
- AGAMENÓN: Caudillo principal de los aqueos, y hermano de Menelao.
- CALCANTE: Adivino.
- ANDRÓMACA: Viuda de Héctor.
- Un ANCIANO.
- ASTIANACTE: Hijo de Héctor y Andrómaca.
- ULISES: Rey de Ítaca.
- HELENA: Esposa primero de Menelao y después de Paris, y viuda de éste.
- Un MENSAJERO.
- POLÍXENA: Hija de Hécuba y hermana de Héctor.
- Coro de troyanas cautivas.

## Argumento
Tras la caída de Troya, las sobrevivientes son hechas prisioneras por los dánaos, y deberán sufrir todavía la muerte de Políxena y la de Astianacte, hermana e hijo de Héctor que son reclamados por los dioses en sacrificio a cambio de otorgar vientos favorables para el retorno de la flota griega.
Comienza la tragedia con los llantos de la madre de Políxena y abuela de Astianacte, Hécuba, que se lamenta por la caída de Troya y por la muerte de su esposo, Príamo, y por la de su hijo Héctor.
Taltibio, heraldo de Agamenón, anuncia a las troyanas que la sombra de Aquiles se ha presentado sobre su tumba y reclama que sea vertida en ella la sangre de Políxena; Agamenón discute con Pirro, hijo de Aquiles, y se muestra contrario a esa demanda.
Es llamado el adivino Calcante, y éste anuncia que los dioses reclaman, además del sacrificio de Políxena, la muerte del hijo de Héctor y Andrómaca, y heredero del trono de Troya: Astianacte, que deberá ser arrojado desde la última torre de la muralla que queda en pie.
Después de oír las noticias del mensajero, Andrómaca decide esconder a su hijo en la tumba de Héctor, pero el ingenioso Ulises descubre la trampa y engaña a Andrómaca para que lo entregue.
Mientras tanto, Helena prepara a Políxena para su supuesta boda con Pirro. Pero poco después le dice la verdad: que deberá morir sobre la tumba de Aquiles. Políxena se alegra de su inminente muerte viéndola como una salida de su propio sufrimiento y del de su pueblo.
La obra termina con el relato que hace Taltibio de la matanza de Astianacte y Políxena, y con más lamentos de Hécuba, esta vez por la crueldad de la muerte, que parece que huye de quienes la buscan, como ella, pero no de sus seres queridos.